# Église du Kallio
L’église du Kallio (en finnois : Kallion kirkko) est une église en granit gris construite de 1908 à 1912 dans le quartier du  Kallio à Helsinki.

## Description
L’église conçue par l’architecte Lars Sonck est représentative du style du romantisme national avec des apports du style Art nouveau.

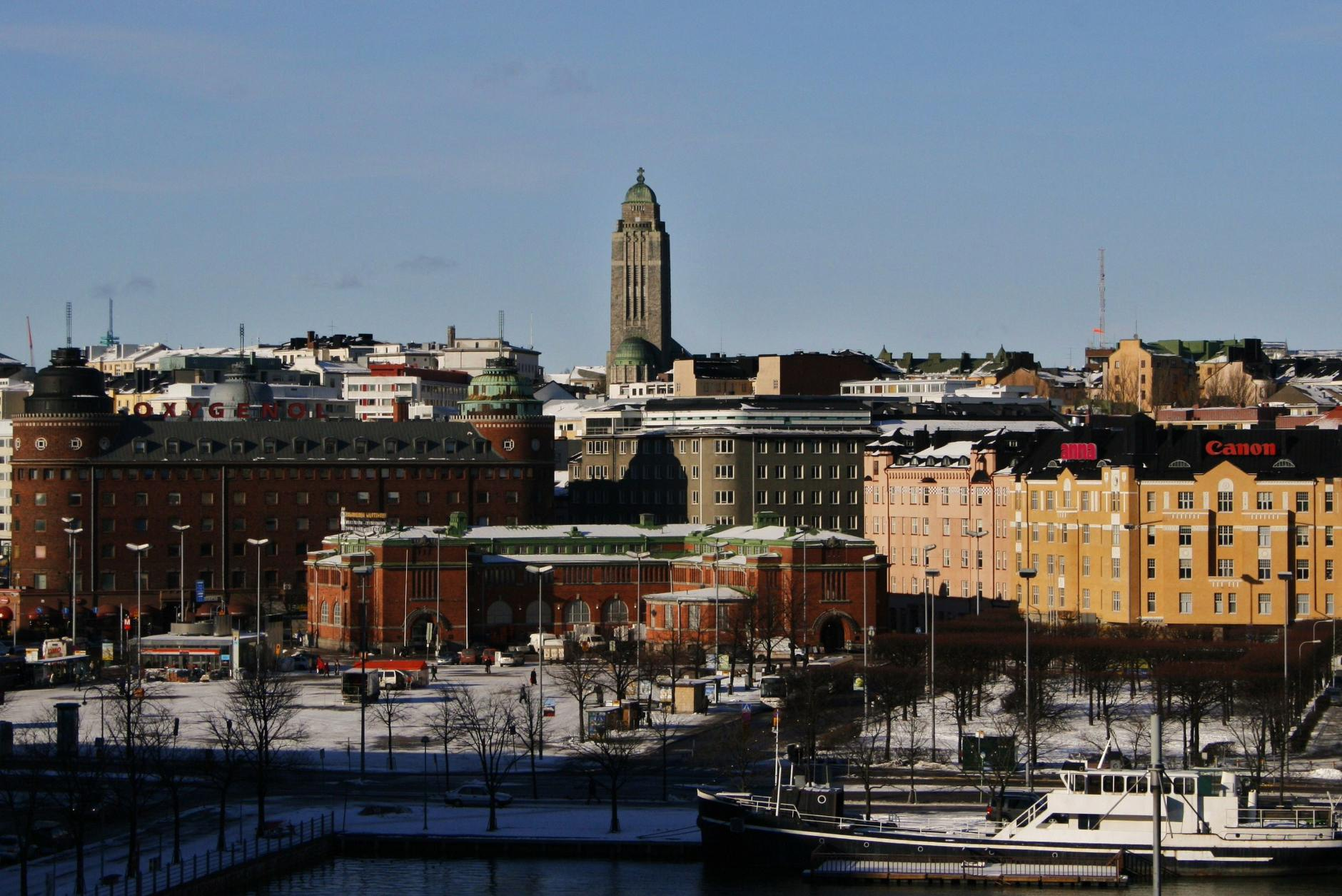
L’église du Kallio au sommet du quartier.
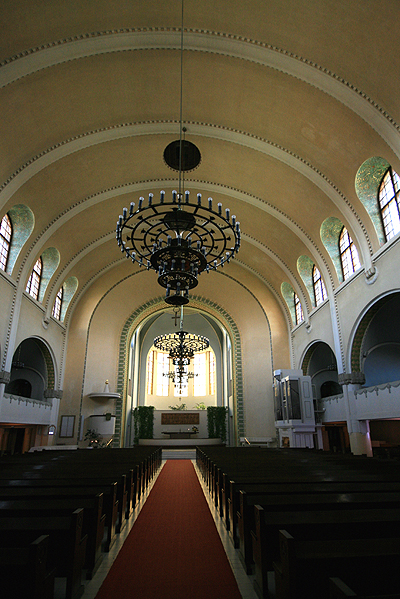
Intérieur de l’église
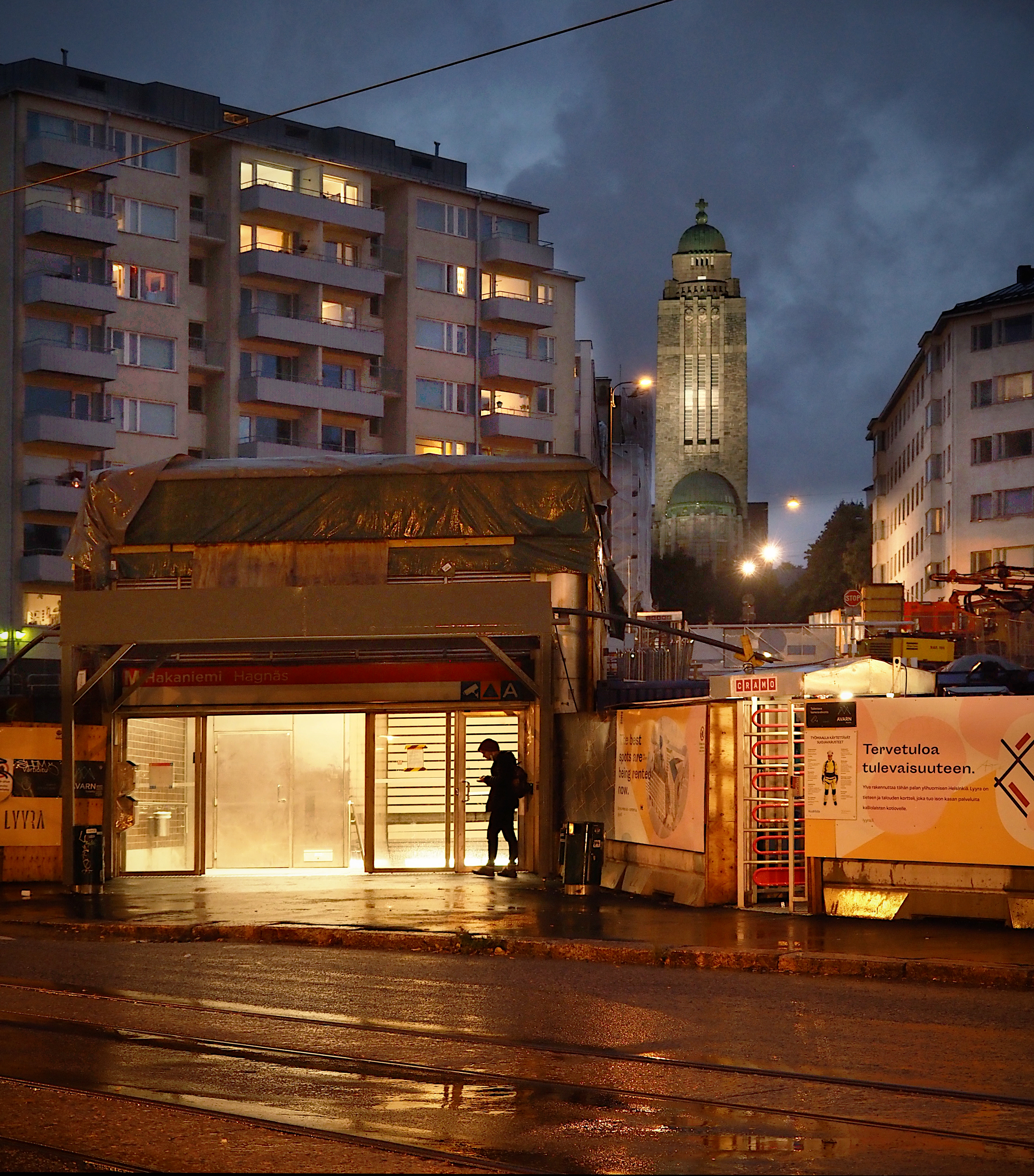
L'église du Kallio, dans une perspective provisoire, ouverte grâce à la démolition d'un immeuble. Septembre 2020.

L’église mesure 65 mètres de hauteur et elle culmine à 94 mètres au-dessus du niveau de la mer, elle est construite au sommet d’une colline et à l’extrémité d’un alignement nommé Unioninakseli et formé par la rue Unioninkatu et la rue Siltasaarenkatu. 
Pendant la  seconde Guerre mondiale, la tour de l’église était l’un des points de surveillance antiaérienne. 
Jusqu’aux années 1970, la tour servait de point de repère topographique. 
Par beau temps, on peut y apercevoir l’Estonie.
L'église offre 1 600 places assises.
L’église a des peintures murales de style art nouveau.
Le retable accueille le relief en bois ‘’venez à moi’’ (en finnois : ulkaa minun tyköni) réalisé en 1956 par Hannes Autere. 
Dans la tour de granit se trouvent 7 cloches allemandes qui jouent chaque jour à midi et 18 heures des chants chorals composés par Jean Sibelius.

## Orgues
L’église du Kallio est la seule en Finlande à posséder à la fois des orgues de style baroque et des orgues de style romantique français. L’acoustique de l’église est bonne et on y organise de nombreux concerts.
Les orgues principaux à 48 jeux ont été livrés en 1995 par la fabrique suédoise Åkerman & Lund. Ils sont de la tradition du romantisme français. 
Les orgues à 19 jeux sont de la fabrique d’orgues de Kangasala et datent de 1987, ils sont de la tradition baroque hollandaise et du nord de l’Allemagne,.